# Brigadas Baath
As Brigadas Baath (árabe: كتائب البعث‎, Katā'ib al-Baʿth), também conhecidas como os Batalhões do Baath, eram uma milícia formadas por membros ao Partido Baath composta, na sua maioria, por sunitas da Síria e de outros países árabes, leais ao governo de Bashar al-Assad.

## História
As Brigadas foram formadas pelo líder regional do Partido Baath em Alepo, após os grupos alinhados com a Oposição Síria terem tomado controlo. 
Inicialmente, o grupo tinha como missão proteger instalações do governo sírio, mas, com tempo, as Brigadas cresceram em influência, chegando aos 7,000 efetivos, passando a ter membros no resto da Síria, bem como, passando a participar em operações militares, ao lado do Exército Árabe Sírio, como exemplo é a Ofensiva de Kuweires (Setembro - Novembro 2015).
A Legião Baath da 5ª Divisão do Exército Sírio foi formada por voluntárias das Brigadas.